# 焙焼

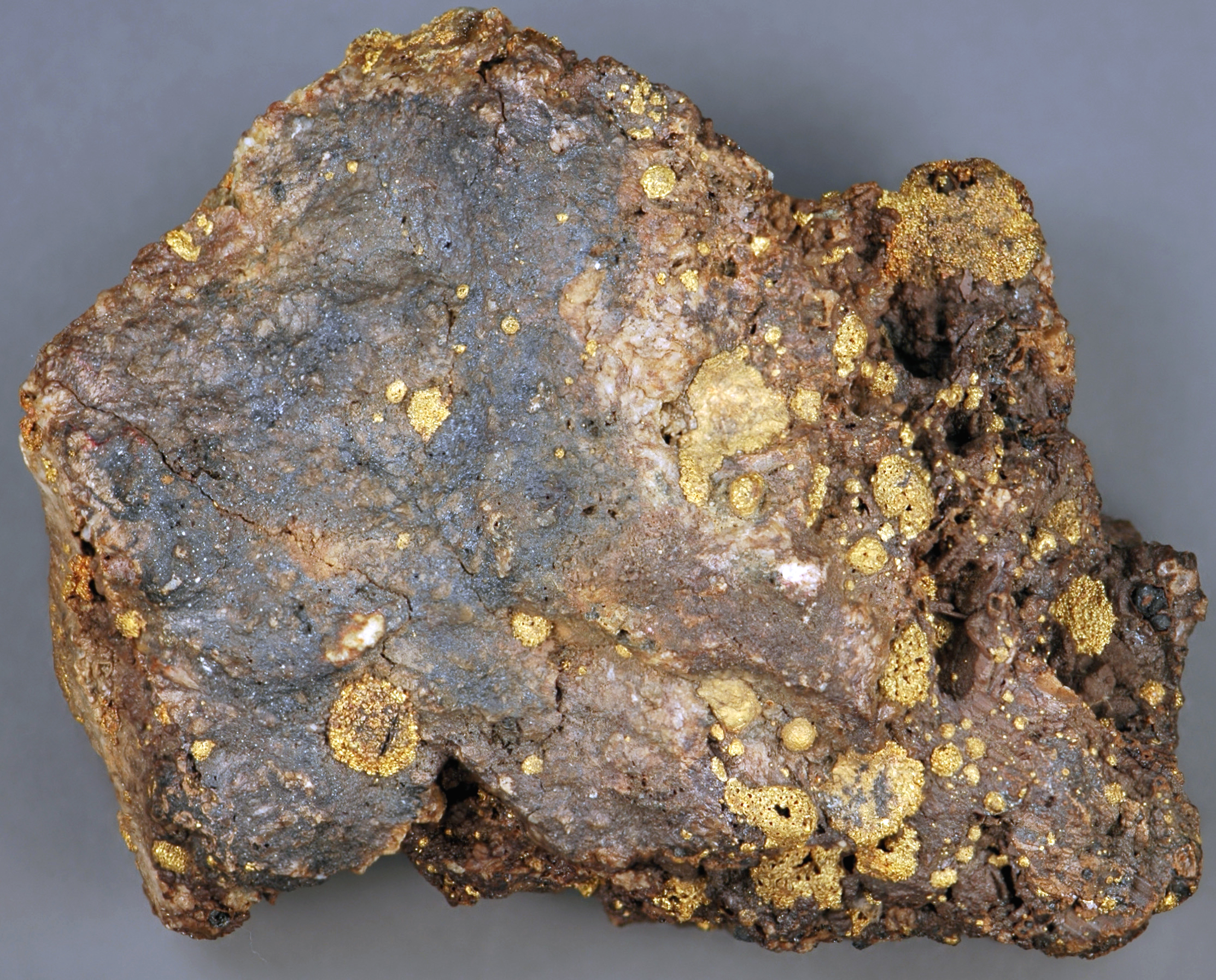
焙焼されたコロラド州Cripple Creek産の金鉱石。カラベラス鉱は焙焼によりテルルが取り除かれ、斑状に自然金が残されている。

焙焼（ばいしょう）とは、空気の存在下で硫化鉱等を高温に加熱する工程を言う。
鉱石を処理する工程の一つである。
より具体的に言うと、焙焼とは気固反応を加熱しながら行う製錬工程であり、次の工程に最適な化学組成に変えることを目的としている。
焙焼の前には、鉱石は浮遊選鉱等によってある程度は不純物を除去されていることが多い。
精鉱は、焙焼のために他の原料と混合されていることもある。
焙焼は有効な技術だが、大気汚染の重大な原因ともなり得る。
焙焼は高温下での気固反応であり、酸化や還元、塩化、硫酸化、加水分解といった反応を含む。
焙焼中に、鉱石や精鉱は、非常に高温の空気等で処理される。
焙焼は、硫化鉱に適用されることが多い。
焙焼中に硫化鉱は酸化物になり、硫黄分は二酸化硫黄の気体として放出される。
Cu2S (輝銅鉱)とZns (閃亜鉛鉱)について、焙焼における化学反応を以下に示す。
2 Cu2S + 3 O2 → 2 Cu2O  +  2 SO2
2 ZnS  + 3 O2   →   2 ZnO + 2 SO2
硫化鉱の焙焼における気体の産物である二酸化硫黄(SO2)は、硫酸を製造するのに使用されることが多い。
硫化鉱の多くは、硫黄以外にもヒ素といった不純物を含んでいる。
これらも焙焼によって放出される。
20世紀の初めまで、焙焼は鉱石の上で木を燃やすことで行われてきた。
つまり、鉱石の温度を鉱石中の硫黄分が燃える温度まで上げることにより、外部から燃料を追加しなくても焙焼が進むようにしていた。
初期の硫化鉱の焙焼は、平炉でレーキ状の治具で手作業で攪拌し(rabblingと言う)、未反応の部分が酸素に触れるようにすることで行われていた。
焙焼では、多量の酸性成分、金属、その他の有害な成分が放出される。
これにより、60から80年間に渡ってほとんど生物の住めなくなった地域も存在する。
これは幅数百メートル、長さ数キロメートルになることもある。
焙焼は発熱反応である。

## 焙焼の種類

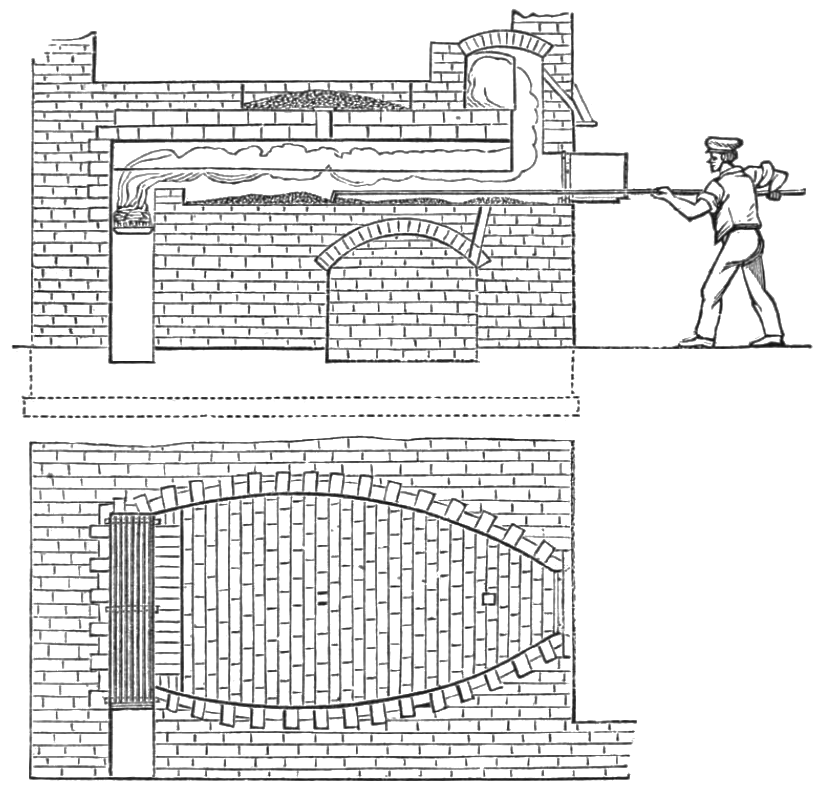
錫鉱石を焙焼する反射炉

以下で各種の焙焼を説明する。

## 酸化焙焼
最も一般的な焙焼であり、鉱石を過剰な空気中または酸素中で加熱させ、硫黄に代表される不純物を部分的または全て、酸化によって燃焼させ除去する。
硫化鉱の焙焼における一般的な反応式は以下の通りである。
2MS (s) +  3O2 (g) → 2MO (s)  +  2SO2 (g)
硫化鉱を、ほぼ完全に硫黄を取り除くまで焙焼することを、完全焙焼と言う。

## 気化焙焼
高温で鉱石を注意深く処理することで揮発性の酸化物等として不純物を処理する方法である。
このような揮発性の化合物には、酸化物としてはAs2O3やSb2O3、ZnOがあり、硫化物も揮発性を持つ場合がある。
酸化物を揮発させる場合、酸素が多過ぎると不揮発性の酸化物が生成されるため、酸素濃度を注意深く調整する必要がある。

## 塩化焙焼
塩化焙焼では、特定の金属を還元や酸化によって塩化させる。ウランやチタン、ベリリウム、希土類の一部などが塩化物として処理される。
塩化焙焼の反応の例は以下のようである。
2NaCl  +  MS  +  2O2 → Na2SO4  +  MCl,
4NaCl  +  2MO  +  S2  +  3O2   → 2Na2SO4  +  2MCl2
一番目の反応式は、硫化鉱が発熱反応により塩化することを示している。
二番目は、酸化鉱に元素硫黄を転嫁して反応させている。
炭酸塩鉱物の場合も、高温で酸化物になった後に、酸化鉱と同様に反応する。

## 硫酸化焙焼
硫酸化焙焼では、空気の供給量を調整して、硫化鉱を酸化させることで、硫酸塩に変える。
これにより、次工程以降で硫酸塩として溶出するようになる。

## 磁化焙焼
焙焼することで、磁性を持つ形態に変化させ、次工程以降で、選別と処理をし易くすることが目的である。
ヘマタイト(磁性も持たないFe2O3)を、磁鉄鉱(磁性を持つFe3O4)に還元する例がある。

## 還元焙焼
酸化物原料を部分的に還元して、次工程以降の製錬工程に供給することを目的とする。

## 焼結を兼ねた焙焼
鉱石を高温で加熱することで、酸化等と同時に焼結を行う。
例えば硫化鉛鉱は、浮遊選鉱の後に、次工程以降の製錬工程での取り扱いを容易にするために焼結される。